# Marcelo Elizaga
Marcelo Ramón Elizaga Ferrero (Morón, 19 de abril de 1972) é um ex-futebolista argentino naturalizado equatoriano que atua como goleiro. Seu ultimo time foi a Deportivo Quito.

## Carreira
Marcelo Elizaga começou sua carreira no Nueva Chicago, em 1992, permanecendo no clube até 1998. No mesmo ano, passou a jogar pelo Lanús. Em 2000, foi para o Quilmes, equipe pela qual atuou até 2004. No ano seguinte, o goleiro saiu do futebol argentino para defender o Emelec, do Equador, onde permaneceu até 2010.

## Seleção do Equador
Em 2007, Elizaga naturalizou-se equatoriano, passando a defender a Seleção do Equador. Fez sua estreia em 23 de maio de 2007, contra a Irlanda, num amistoso que terminou em empate de 1 a 1. Em uma competição oficial, o atleta estreou em 4 de julho de 2007, contra a Seleção Brasileira, em partida válida pela Copa América, disputada na Venezuela. Na ocasião, o Brasil venceu por 1 a 0, com gol de pênalti de Robinho.
Em 10 de junho de 2009, pela primeira vez em sua vida, enfrentou seu país natal, a Argentina. Em jogo válido pelas Eliminatórias da Copa do Mundo de 2010, Elizaga fez várias defesas importantes, inclusive pegando um pênalti, cobrado por Carlos Tévez. O jogo terminou 2 a 0 para o Equador e foi disputado no Estádio Olímpico Atahualpa, em Quito.
Ele foi convocado para disputar as Copas Américas de 2007 e 2011. Em ambas as edições, o Equador foi eliminado na primeira fase.

## Títulos
Deportivo Quito
- Campeonato Equatoriano: 2011

## Premiações
- Melhor goleiro do Campeonato Equatoriano: 2005, 2006, 2007 e 2010
- Melhor jogador do Campeonato Equatoriano: 2009